# Världsmästerskapen i badminton 1995
Världsmästerskapen i badminton 1995 anordnades den 22-28 maj i Lausanne, Schweiz.

## Medaljsummering
| Pl. | Nation     | Guld | Silver | Brons | Totalt |
| --- | ---------- | ---- | ------ | ----- | ------ |
| 1   | Indonesien | 2    | 1      | 1     | 4      |
| 2   | Danmark    | 1    | 2      | 3     | 6      |
| 3   | Kina       | 1    | 1      | 2     | 4      |
| 3   | Sydkorea   | 1    | 1      | 2     | 4      |
| 5   | Malaysia   | 0    | 0      | 1     | 1      |
| 5   | Sverige    | 0    | 0      | 1     | 1      |

## Resultat
| Event       | Guld                        | Silver                            | Brons                           |
| Herrsingel  | Heryanto Arbi               | Park Sung-woo                     | Poul-Erik Høyer Larsen          |
| Herrsingel  | Heryanto Arbi               | Park Sung-woo                     | Thomas Stuer-Lauridsen          |
| Damsingel   | Ye Zhaoying                 | Han Jingna                        | Susi Susanti                    |
| Damsingel   | Ye Zhaoying                 | Han Jingna                        | Bang Soo-hyun                   |
| Herrdubbel  | Rexy Mainaky Ricky Subagja  | Jon Holst-Christensen Thomas Lund | Cheah Soon Kit Yap Kim Hock     |
| Herrdubbel  | Rexy Mainaky Ricky Subagja  | Jon Holst-Christensen Thomas Lund | Kim Dong-moon Yoo Yong-sung     |
| Damdubbel   | Gil Young-ah Jang Hye-ock   | Finarsih Lili Tampi               | Qin Yiyuan Tang Yongshu         |
| Damdubbel   | Gil Young-ah Jang Hye-ock   | Finarsih Lili Tampi               | Helene Kirkegaard Rikke Olsen   |
| Mixeddubbel | Thomas Lund Marlene Thomsen | Jens Eriksen Helene Kirkegaard    | Jan Eric Antonsson Astrid Crabo |
| Mixeddubbel | Thomas Lund Marlene Thomsen | Jens Eriksen Helene Kirkegaard    | Liu Jianjun Ge Fei              |